# باسقینشی
باسقینشی (به قزاقی: Basqynshy) یک منطقهٔ مسکونی در قزاقستان است که در شهرستان پانفیلوف، قزاقستان واقع شده‌است. باسقینشی ۱٬۷۲۵ نفر جمعیت دارد.